# Alchemist (album)
Albums de Savant
ISM
(2012) Overkill
(2013)
Alchemist est le septième album du producteur d'Electronic Dance Music norvégien Aleksander Vinter, et son cinquième sous le nom de Savant. Il est sorti le 12 décembre 2012. C'est son album le plus long jusqu'à présent.

## Liste des pistes
Liste des pistes
| 1.      | Mother Earth                           | 5:14 |
| 2.      | Sky Is The Limit (feat. Donny Goines)  | 5:20 |
| 3.      | Sledgehammer                           | 3:53 |
| 4.      | Alchemist (feat. Gino Sydal)           | 4:36 |
| 5.      | Dancer In The Dark                     | 5:10 |
| 6.      | Hungry Eyes (feat. Qwentalis)          | 4:19 |
| 7.      | Sustainer                              | 9:00 |
| 8.      | Witchcraft                             | 3:23 |
| 9.      | Redemption                             | 5:02 |
| 10.     | Konami Kode (feat. Donny Goines)       | 3:45 |
| 11.     | Melody Circus                          | 3:26 |
| 12.     | Fat Cat Shuffle                        | 3:59 |
| 13.     | Bananonymous                           | 6:11 |
| 14.     | The Horror                             | 4:42 |
| 15.     | Manslaughter (feat. Svanur Papparazzi) | 5:26 |
| 16.     | Paradisco                              | 3:59 |
| 17.     | Black Magic                            | 3:45 |
| 18.     | Face Off                               | 3:29 |
| 19.     | Pirate Bay (feat. Twistex)             | 3:36 |
| 20.     | No Time For Pussy                      | 4:36 |
| 21.     | The Beginning Is Near                  | 4:16 |
| 22.     | Sayonara                               | 4:40 |
| 1:42:03 |                                        |      |